# Волче-Вражский сельсовет
Во́лче-Вра́жский сельсове́т — муниципальное образование в Тамалинском районе Пензенской области. Имеет статус сельского поселения.
На территории Волче-Вражского сельсовета располагаются одна начальная школа (в селе Куликовке), одна — основная (в посёлке Степном) и одна — средняя (в селе Волчий Враг); имеются 3 отделения почтовой связи (в селе Волчий Враг, селе Куликовке, посёлке Степном). В селе Волчий Враг располагается филиал Сбербанка России.

## История
Волче-Вражский сельский совет с административным центром село Волчий Враг и населёнными пунктами посёлок Весёлый, деревня Калиновка, дсело Куликовка, деревня Наровчат, образован 2 декабря 1996 года. Согласно Закону Пензенской области № 1992-ЗПО от 22 декабря 2010 года, в Волче-Вражский сельсовет включены населённые пункты упразднённого Степного сельсовета (посёлок Степной, деревня Дворики, деревня Иваново-Наумовка, деревня Исаевка, деревня Щетинино). Законом Пензенской области № 1052-ЗПО от 29 июня 2006 года посёлок Весёлый исключён из учётных данных административно-территориального устройства Пензенской области как фактически прекративший своё существование населённый пункт, в котором отсутствуют зарегистрированные жители.

## Население
| 2002  | 2010  | 2012  | 2013  | 2014  | 2015  | 2016  |
| ----- | ----- | ----- | ----- | ----- | ----- | ----- |
| 1129  | ↘873  | ↗1378 | ↘1321 | ↘1274 | ↘1243 | ↗1257 |
| 2017  | 2018  | 2021  |       |       |       |       |
| ↘1232 | ↘1216 | ↘1104 |       |       |       |       |

## Состав сельского поселения
В состав поселения входят следующие населённые пункты:
| № | Населённый пункт | Тип населённого пункта       | Население |
| - | ---------------- | ---------------------------- | --------- |
| 1 | Волчий Враг      | село, административный центр | ↘438      |
| 2 | Дворики          | деревня                      | 30        |
| 3 | Иваново-Наумовка | деревня                      | 71        |
| 4 | Исаевка          | деревня                      | 50        |
| 5 | Калиновка        | деревня                      | ↘49       |
| 6 | Куликовка        | село                         | ↘367      |
| 7 | Наровчат         | деревня                      | 19        |
| 8 | Степной          | посёлок                      | ↘411      |
| 9 | Щетинино         | деревня                      | 31        |

### Упразднённые населённые пункты
Весёлый — посёлок, 29 июня 2006 году исключен из учётных данных, как фактически прекративший своё существование.

## Администрация
442913, Пензенская область, Тамалинский район, с. Волчий Враг, ул. Центральная, д. 1.
Главой администрации Волче-Вражского сельского поселения является Бушков Сергей Алексеевич